# 10.5インチiPad Pro
10.5インチiPad Pro（10.5インチアイパッド プロ）はAppleが開発、販売したタブレット型コンピュータである。iPadシリーズにおける最上位モデルとなっている。

## 概要
9.7インチiPad Proの後継モデル。2017年6月5日（現地時間）にWWDC17の基調講演で発表。ディスプレイの解像度は2,224 x 1,668ピクセルで、ProMotionテクノロジーに対応した。画面のリフレッシュレートが60Hzから120Hzに向上した。9.7インチiPad Proと比較して、ピクセル密度は264ppiで同じだが、画面が20%大きくなっている。SoCはA10X Fusionを採用し、9.7インチモデルより、CPUは30%、GPUは40%パフォーマンスを向上させている。画面サイズや重量以外の基本的なスペックは第2世代iPad Pro 12.9インチモデルと同等である。従来の9.7インチiPadから画面サイズが大型化したが、周囲のベゼル幅を狭めることにより本体サイズを抑えている(高さ:240.1 mm → 250.6 mm 幅:169.5 mm → 174.1 mm 厚さは両方とも6.1 mm)。ストレージ容量は64GB、256GB、512GBを用意。カラーバリエーションは従来同様、シルバー、ゴールド、スペースグレイ、ローズゴールドの4色展開である。
iPhone 8/8 PlusおよびiPhone Xと同等に、iPad Pro10.5インチモデルもUSB Power Deliveryによる急速充電に対応している(5V×2.4A→15V×1.2A)。急速充電するにはApple USB-C - LightningケーブルとApple 29/30WアダプターもしくはUSB PD対応充電器で USB‑C電源アダプタを使用する必要がある。急速充電を行うと60分で50%まで充電出来、通常充電で4時間強かかるものが、2時間強で満充電される。29W以上のMacbook電源アダプタを使用しても29W電源アダプタと同じ出力になる。
Lightning端子は、USB 3.0対応である。
次世代機にあたる11インチiPad Pro (第1世代)が発売された後 (2018年11月7日以降) もApple Storeで継続販売されていたが、2019年3月18日、同じ画面サイズのiPad Air (第3世代)の販売に伴い、終売。
2024年6月10日にWWDC24で発表されたiPadOS 18では、iPad (第6世代)/12.9インチiPad Pro (第2世代)と共にサポート対象外となった。

### 専用オプション
iPad Proの画面スペックを活かすため、専用のオプションが2つ用意されている。
Smart Keyboard
専用のキーボードで、本体左側にあるSmart Connectorに端子を重ねることで本体から給電され直ちに接続が可能となる。3層構造でキーボード部4ミリ、最薄部3.2ミリの厚さでありながら耐久性のある素材を使用し、スプリング等がなくてもキーの入力もしっかりできるほか、隙間がないため水や汚れへの耐久性も備えている。またこれまでのSmart Cover同様に、持ち運び時のカバーや動画等閲覧時のスタンドとしても使用可能となっている。
Apple Pencil (第1世代)
専用のスタイラス。使用するとiPad Pro側で感知し、秒間240回のスピードで動きをスキャンするほか、Pencil側に感圧センサーと傾斜センサーを内蔵し、筆圧の強弱によって線の太さが、傾き具合によって線の濃淡が反映される。iPad Proのlightningコネクタに15秒挿すことで30分使える急速充電に対応し、フル充電状態では12時間使うことが可能となっている。

## iPadモデルの変遷
（横スクロールできる画像です）